# Knut Bosson (Natt och Dag)
Knut Bosson (Natt och Dag), Canutus Boetii, född 1359 eller 1360, död 12 maj 1436, var en svensk biskop, och var den första dokumenterade personen i Sverige, som bar glasögon. Hans far Bo Bosson (Natt och Dag) var riddare och riksråd i Sverige. 

## Biografi
Kantor och dekanus i Linköping på 1380-talet, valdes till biskop i Linköping 1391, men vigdes först 1393, samtidigt som heliga Birgittas skrinläggning. Han deltog i Nyköpingsmötet 1396 och i upprättandet av unionsakten i Kalmar 1397. 
Vid Engelbrekts resning (Engelbrektsupproret) 1434 tvingades han tillsammans med det övriga rådet att på mötet i Vadstena uppsäga konung Erik av Pommern tro och lydnad samt erhöll därefter Stegeborgs slott. Följande år var han ett av rådets ombud vid mötet i Halmstad, där det bestämdes, att konung Erik åter skulle erkännas, och 1436 bevistade han (kort före sin död) riksmötet i Arboga samt deltog i den villkorliga uppsägningen av konung Erik. 
I styrelsen av sitt stift synes han varit tämligen egenmäktig och självrådig. Vadstena klosterfolk anklagade honom för delaktighet i abbedissan Ingegärds förbrytelser, och beskyllningen, att han för sina släktingars skull förspillde kyrkans gods, synes ej sakna grund.

## Synproblem och glasögon
Det berättas om biskop Knut att han vid 1430-talets ingång var en 70-åring med vigbiskop (Bruderus i Libari 1434) till sin assistans. Hans syn var sedan länge dålig, och Johannes Hildebrandi erbjuder sig i ett brev att reparera hans glasögon.   Enligt oftalmolog Fritz Ask kan biskop Knut ha varit den första svensk, som dokumenterat har använt glasögon.